# Werner Haase
Werner Haase (Köthen, 2 de agosto de 1900 — União Soviética, 30 de novembro 1950) foi um professor de medicina, oficial da SS e um dos médicos particulares de Adolf Hitler.

## Biografia
Haase nasceu em Köthen, Saxônia-Anhalt. Ele juntou-se ao Partido Nazista em 1933 e a SS em 1941. Em 1945, ele ocupou o posto de SS-Obersturmbannführer. De 1935 a 1945 ele foi o médico pessoal de Hitler. Hitler parece ter tido uma grande consideração por ele. O livro Hitler's Death: Russia's Last Great Secret Files From KGB, com base em documentos de arquivos da União Soviética, reproduz um telegrama enviado para Haase de Hitler, em seu aniversário em 1943, dizendo: "Aceite meus sinceros parabéns pelo seu aniversário".
Nos últimos dias de combates em Berlim, no final de abril de 1945, Haase, com Ernst Günther Schenck, estavam trabalhando para salvar a vida de muitos civis e soldados alemães feridos e recolhidos aos abrigos sob a Chancelaria do Reich, edifício no centro de Berlim, ao lado do Führerbunker. No dia 29 de abril ele foi convocado para o Führerbunker para ministrar veneno a cachorra de Hitler, Blondi, para garantir que o veneno fornecido pelo Dr. Ludwig Stumpfegger era eficaz. Ele permaneceu no búnquer até a tarde seguinte ao suicídio de Hitler. Então retornou ao seu trabalho nos abrigos públicos, onde permaneceu até ser feito prisioneiro pelo Exército Vermelho.
No dia 6 de maio, Haase foi indicado pelas autoridades soviéticas para identificar os corpos do ex-ministro da propaganda e chanceler do Reich (por um dia), Joseph Goebbels, de sua esposa Magda Goebbels e dos seus seis filhos. Haase identificou o corpo de Goebbels, apesar de ele estar parcialmente queimado, pelo aparelho de metal que usava em sua perna direita deformada.
Em junho de 1945 ele foi acusado de ser "o médico pessoal do antigo chanceler do reich, Hitler, de outros líderes do governo do partido nazista e da SS." Haase, que sofreu de tuberculose, morreu na prisão em novembro de 1950. O local da morte é registrado como "Hospital-prisão Butyr". Possivelmente esta é uma referência a prisão Butyrka em Moscou.